# Nghĩa Lạc, Nghĩa Đàn
Nghĩa Lạc là một xã thuộc huyện Nghĩa Đàn, tỉnh Nghệ An, Việt Nam.
Xã Nghĩa Lạc có diện tích 39,65 km², dân số năm 1999 là 2552 người, mật độ dân số đạt 64 người/km².